# 魔女之泉2
《魔女之泉2》是Kiwiwalks開發的一款角色扮演遊戲，本作是魔女之泉系列第二部作品，於2016年6月28日在手機平台上發行。

## 遊戲玩法
《魔女之泉2》是一款3D角色扮演冒險遊戲。故事發生在一個人類消滅了神明主宰世界的奇幻大陸，神明在人間的後代被污衊成「魔女」，受到人類的迫害。玩家扮演魔女露娜，露娜一開始和人類和平相處，礙於人類的魔女狩獵運動，逃到森林生活，之後為了奪回人類控制的神之泉而四處冒險。遊戲玩法和機制大多延續了前作《魔女之泉》的設計，如可以煉制物品和魔法，角色通過鍛煉強化，還有馴化寵物功能等等。此外，取消了前作的時間限制設計，但是保留了晝夜變化系統。主線以外有很多支線任務，大多與人類互動有關，完成支線任務會提高露娜在人類之間的名聲，名聲的高低會影響通關後的評級。遊戲根據玩家的選擇和完成的任務進入不同結局。

## 開發
《魔女之泉》發售後獲得不錯的商業表現，鼓勵了製作人Jang Suyoung開發遊戲續作。續作的創作靈感源於《魔女之泉》開發期間的一些想法，其中就包括礙於原畫師產能刪去的結局。Kiwiwalks在2015年10月開始製作續作原型，用了兩個月時間去研究前作出現的問題，2016年1月才正式開發工作，同年3月聘用原畫家負責美術工作，開發團隊僅兩人，合計用了8個月時間完成開發。其中六個月，Jang Suyoung每天只睡2到3小時。根據前作玩家反饋，Jang Suyoung降低了續作的關卡難度，同時也取消了100天時間限制的設計。此外，Jang Suyoung吸取前作在日本本地化的失敗經驗，選擇了《魔女之泉》的粉絲Kim Yeonju為續作翻譯，對方是旅日八年且精通日語的韓國人，能原汁原味地將文本翻譯成日文。續作也更著重角色設計，除了比前作更多的登場角色和支線劇情，每個登場角色都有13個表情立繪，主角露娜更有七套服裝，加上表情動作變化有90個立繪。

## 發行
遊戲發售前，Jang Suyoung通過參加了遊戲創作競賽（게임창조오디션）宣傳作品，比賽其中一個環節是在众筹網站發起众筹。2016年6月28日，遊戲在韓國Google Play和App Store發售，由於ONE Store發行需要適配新ARM架構，平台審查的改進意見較晚反饋，遊戲並沒有同步在ONE Store發行。同年10月22日，遊戲登陸日本Google Play和App Store。12月27日，遊戲支持中文並在TapTap上架。為了能聽取更多玩家的意見，Kiwiwalks還於2017年1月19日免費發佈了遊戲精簡版《魔女之泉2 Lite》，內容為遊戲的第一章。

## 評價及反響

### 評價
遊戲在發售前就獲得京畿道、京畿道內容振興院及京畿創造經濟革新主辦的第三屆遊戲創作競賽第一名。同年9月韓國文化產業振興院將遊戲評為「本月優秀遊戲」（이달의 우수게임），12月獲得OGN舉辦的2016年度 G-Rank首爾的特別獎「Challenge Seoul」。遊戲在中國大陸發行後，獲選2016年度TapTap最佳獨立遊戲，遊戲的TapTap評分也一度高達9.9分（滿分10分）。安利美特、遊戲葡萄、4Gamer.net、Appget、TouchArcade和inven都給與遊戲正面的評價。
遊戲的劇情和角色塑造獲得好評，評論員納谷英嗣在Appget摘文表示遊戲和前作故事都發生在同一段時間裡，藉此構築出水平很高的世界觀和系統。遊戲葡萄编辑龙之心認為遊戲主線劇情和支線任務「相互契合」，晝夜變化系統的設計也同時滿足想盡快通關和喜歡探索世界的兩類玩家，加上二週目設計，「让玩家有动力去解锁尚未走过的剧情」。安利美特、inven和遊戲葡萄均讚譽遊戲通過一些演出細節塑造露娜的形象。安利美特評論員原直輝稱讚露娜「可愛」，傲嬌的性格也很討喜，遊戲主線很輕鬆，可以慢慢鍛煉角色再推進劇情。inven評論員則認為部分劇情沒頭沒尾，但是並沒有影響敘事，他猜測這些內容可能與開發組計劃中的系列第三部有關。
評論員給與遊戲部分系統設計正面的評價，龙之心表示遊戲引導系統很「貼心」，遊戲介面採用了二級界面設計，方便触摸屏操作，「歷史」系統還有分類設計，「方便玩家筛选出自己想要的信息」。TouchArcade評論員指出图形用户界面看似很複雜，但是很容易上手。他稱讚煉制系統「簡單有趣」，戰鬥系統「簡單易懂，但是部分又有挑戰性」。則批評遊戲的戰鬥系統令人失望，早期還有一定挑戰性，後期角色變強可以直接平推，怪物戰鬥行為模式類似，只有部分頭目有額外行為模式。

### 商業表現
遊戲在韓國發行後五天登上Google Play付費榜第二位，一週內登上App Store付費榜首位。ONE Store上架後也一度登上付費榜首位。發售兩週，銷量約4萬份，銷售額約1.6億韓元。遊戲在TapTap上架首週銷售額為27萬人民幣。